# 앵강

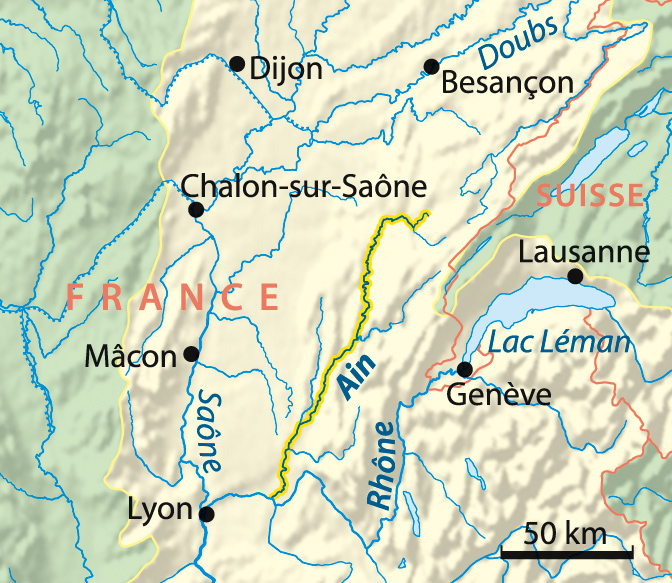
앵강

앵강(Ain)은 프랑스 동부를 흐르는 강으로 론강의 지류이다. 길이는 약 190km이다.